# Beta Trianguli
β Trianguli ist mit einer scheinbaren Helligkeit von +3,00 mag der hellste Stern im Sternbild Dreieck. Er befindet sich in einer Entfernung von knapp 127 Lichtjahren und ist ein Stern der Spektralklasse A. Der Stern ist des Weiteren ein spektroskopischer Doppelstern. Der Begleiter umläuft dabei den Hauptstern mit einer Umlaufzeit von 
31,8 Tagen in einer Entfernung von lediglich 0,3 AE. Aufgrund der großen Nähe der beiden Sterne könnte es sein, dass sie in ferner Zukunft verschmelzen.